# Holiday (pel·lícula de 1938)
 Holiday és una pel·lícula estatunidenca dirigida per George Cukor el 1938.

## Argument
A les pistes d'esquí de Lake Placid, Julia Seton coneix l'elegant Johnny Case, un jove despreocupat i espiritual. És l'enamorament sobtat i Julia vol presentar Johnny al seu pare després de les vacances. De condició modesta, Johnny estava lluny d'imaginar-se que Julia és la filla del riquíssim banquer Edward Seton i la trobada amb el pare va més aviat malament. En canvi, Johnny troba en el germà i la germana de Julia, Ned i Linda, preciosos aliats. Linda, la «rebel» de la casa, aprecia en particular el costat somniador i desinteressat del jove. L'única ambició de Johnny són no els diners sinó viatjar i descobrir el món, en suma viure la seva vida com unes grans vacances, cosa que sedueix Linda, que troba aquesta visió clarament més enriquidora que la de l'alta societat novaiorquesa…
De cara a la determinació de Julia, el pare cedeix i les esposalles són anunciades a condició que Johnny es dediqui a l'ofici del banc. Però Johnny proposa a Julia marxar a Europa amb amics. Aquesta refusa, no volent deixar la seva vida mundana. El vespre del casament, Johnny ha desaparegut. Ha escollit marxar amb els seus amics a bord d'un paquebot. Linda és igualment al vaixell, incitada a declarar el seu amor a Johnny i a deixar-ho tot per seguir-lo. El paquebot aixeca l'àncora, amb els dos amants a bord decidits a fer junts el seu camí.

## Repartiment
- Katharine Hepburn: Linda Seton
- Cary Grant: John 'Johnny' Case
- Doris Nolan: Julia Seton
- Lew Ayres: Edward 'Ned' Seton
- Edward Everett Horton: Professor Nick Potter
- Henry Kolker: Edward Seton
- Binnie Barnes: Sra. Laura Cram
- Jean Dixon: Sra. Susan Elliott Potter
- Henry Daniell: on 'Dopey' Cram
- Ann Doran (no surt als crèdits): Serventa a la cuina